# Universitatea Națională de Arte București
Universitatea Națională de Arte este o instituție de studii superioare din București. Înființată prin decretul domnitorului Alexandru Ioan Cuza, instituția de arte plastice din București a purtat următoarele nume oficiale de-a lungul timpului:
- 1864 - Școala Națională de Arte Frumoase
- 1931 - Academia de Belle-Arte
- 1942 - Școala Superioară de Arte din București
- 1948 - Institutul de Arte Plastice „Nicolae Grigorescu”
- 1990 - Academia de Arte
- 1995 - Universitatea de Arte
- 2002 - Universitatea Națională de Arte București

## Istoric
Școala Națională de Arte Frumoase a fost înființată la 5 octombrie 1864 prin decretul dat de Domnitorul Alexandru Ioan Cuza, și ca urmare a demersurilor făcute de pictorii Theodor Aman și Gheorghe Tattarescu.
Școala funcționează cu secțiile pictură, sculptură, gravură, arhitectură, desen linear, estetică, istorie și perspectivă. În această perioadă, școala a avut o durată de 5 ani. 
În 1904 s-a înființat Școala de Arte Decorative. 
În 1909 Spiru Haret a aprobat Regulamentul pentru administrarea interioară a Școlii de Arte, regulament care a instituit examenul de admitere, a confirmat desprinderea Școlii de Arhitectură, aprobând o metodă de selecție până la sfârșitul anului I. Durata studiilor era de 7 ani.
Prin Legea învățământului superior din 1931 școlile de Arte Frumoase din România au fost transformate în Academii de Belle Arte. Primul rector a fost numit Camil Ressu. 
În 1942 Academia și-a schimbă din nou titlul în Școala Superioară de Arte din București. 
În 1948 a fost înființat Institutul de Arte din București, având în structura sa Facultățile de Teatru și Muzică, Coregrafie și Arte Plastice, Arte Decorative și Istoria Artei. 
În 1950 a luat ființă Institutul de Arte Plastice „Nicolae Grigorescu”.
Din 1990 Institutul de Arte Plastice „Nicolae Grigorescu” a evoluat sub titulatura de Academia de Arte, în prezent, Universitatea Națională de Arte. 

## Facultăți
Universitatea are următoarele facultăți:
- Facultatea de Arte Plastice (FAP):  Pictură Arhivat în 30 ianuarie 2019, la Wayback Machine., Grafică Arhivat în 20 iulie 2014, la Wayback Machine., Sculptură Arhivat în 20 iulie 2014, la Wayback Machine., Imagine DInamică și Fotografie Arhivat în 30 ianuarie 2019, la Wayback Machine., Pedagogia Artei Arhivat în 20 iulie 2014, la Wayback Machine., Teorie și Cercetare Arhivat în 20 iulie 2014, la Wayback Machine..
- Facultatea de Arte Decorative și Design (FADD):  Design[nefuncțională]
, Modă Arhivat în 20 iulie 2014, la Wayback Machine., Design Textil și Arte Textile Arhivat în 20 iulie 2014, la Wayback Machine., Artă Murală Arhivat în 12 august 2014, la Wayback Machine., Ceramică-Sticlă-Metal Arhivat în 19 iulie 2014, la Wayback Machine.,  Scenografie Arhivat în 20 iulie 2014, la Wayback Machine..
- Facultatea de Istoria și Teoria Artei (FITA): Istoria și Teoria Artei Arhivat în 19 iulie 2014, la Wayback Machine. și  Conservare și Restaurare[nefuncțională]
.

Rectorul Universității Naționale de Arte din București (din 2012) este profesorul universitar Cătălin Bălescu.

## Profesori și studenți notabili
- Béla Nagy Abodi
- Ioan Andreescu
- Theodor Aman
- Corneliu Baba
- Cătălin Bălescu
- Ignat Bednarik
- Ion Bitzan
- Catul Bogdan
- Paul Bortnovschi
- Constantin Brâncuși
- Aurel Cojan
- Corneliu Vasilescu
- Gheorghe I. Anghel
- Traian Brădean
- Victor Brauner
- Ștefan Câlția
- Boris Caragea
- Mircea Ciobanu
- Florin Ciubotaru
- Alexandru Ciucurencu
- Nicolae Comănescu
- Augustin Costinescu
- Nicolae Dărăscu
- Vasile Drăguț
- Sorin Dumitrescu
- Ion Dumitriu
- Darie Dup
- Mircea Faria
- Ion Frunzetti
- Gheorghe Ghițescu
- Elena Greculesi
- Ion Georgescu
- Adrian Guță
- Radu Igaszag
- Sorin Ilfoveanu
- Aurel Istrati
- Ionel Jianu
- Iosif Kiraly
- Petru Lucaci
- Ștefan Luchian
- Cornel Medrea
- Hortensia Masichievici Mișu
- Florin Mitroi
- Adina Nanu
- Paul Neagu
- Ion Nicodim
- George Oprescu
- Alexandru Orăscu (Secție de Arhitectură)
- Dimitrie Paciurea
- Horea Paștina
- Vasile Pintea
- Ștefan Râmniceanu
- Camil Ressu
- Nicolae Săftoiu
- Mihai Sârbulescu
- Eugen Schileru
- Doru Vladimir Șetran
- Niculiță Secrieriu
- Francisc Șirato
- Gheorghe Tattarescu
- Ștefan Ionescu-Valbudea
- Aurel I. Vlad
- Vladimir Zamfirescu
- Marian Zidaru
- Valeriu Pantazi
- Costin Petrescu
- Anghel Vasile
- Zamfir Dumitrescu